# Teo Gebürsch
Teo Gebürsch, auch Theo Gebürsch, geboren als Theodor Gebürsch (* 11. November 1899 in Mainz; † 7. Juli 1958 ebenda) war ein deutscher Maler, Holzschneider, Karikaturist und Zeichner.
Hahn vor rotem Hintergrund, 1956
 Externer Weblink

## Leben und Werk
Gebürsch studierte ab 1918 an der Kunstakademie Düsseldorf sowie ab 1920 an der Akademie der Bildenden Künste in München. Zwischen 1923 und 1926 lebte er in Dachau und unternahm 1923 eine Studienwanderung zu Fuß von München nach Venedig. In den Jahren 1926 bis 1928 wohnte er in Paris und Italien, 1929 zog er nach Berlin, wo er bis 1943 lebte.
Es folgten Studienaufenthalte in der Schweiz.
1936 wurden Holzschnitte des Künstlers auf der Leipziger Druckgrafik-Ausstellung beschlagnahmt und anschließend ein Ausstellungs- und Arbeitsverbot, das heißt „Berufsverbot“ über ihn verhängt. 1937 wurden in der Nazi-Aktion „Entartete Kunst“ fünf seiner Druckgrafiken aus der Deutschen Graphikschau in Görlitz beschlagnahmt und vernichtet.
Gebürsch fertigte nun vor allem Karikaturen für Zeitschriften wie Koralle oder Die Woche an. Gebürsch übersiedelte 1943 nach Rheinhessen. Im Zuge eines Bombenangriffes wurden 1944 sämtliche Arbeiten in seinem Berliner Atelier vernichtet, neu entstandene Werke fielen 1945 ebenfalls einem Beschuss seines Ateliers zum Opfer. 1948 zog der Künstler wieder in seine Geburtsstadt Mainz, wo er noch zehn Jahre wirkte. Er fand seine letzte Ruhestätte auf dem Mainzer Hauptfriedhof.
Seine Werke befinden sich unter anderem im Landesmuseum Mainz sowie in der Hessischen Staatsgalerie in Darmstadt.

### Mitgliedschaften
Während seiner Berliner Studienzeit wurde er Mitglied der Künstlergruppe „Porza“. Darüber hinaus war er Mitglied der Vereinigung Fortschrittlicher Künstler Hessens.

### 1937 als "entartet" beschlagnahmte und vernichtete Druckgrafiken
- Schlafende/Traum (Holzschnitt, 30,3 × 37 cm, 1933)[5]
- Wartendes Mädchen
- Japanisches Mädchen
- Esel
- Die Bremer Stadtmusikanten

### Ausstellungen
Im Oktober 1959 wurde im „Haus am Dom“ in Mainz eine Gedächtnisausstellung mit Werken von Gebürsch ausgerichtet. Die Kunsthandlung Broo in der Gaustraße stellte mehrfach Werke Gebürschs aus.

### Nachlass
Der künstlerische Nachlass befindet sich in der Kunstsammlung der Stadt Mainz.

### Gebürsch und Mainz
Gebürsch war seiner Geburtsstadt Mainz eng verbunden: Er „vielleicht der mainzerischste“ Künstler, „hat nicht nur seine Vaterstadt grafisch in zahllosen Werken nachgestaltet, sondern er ist im Strich seiner Zeichenfeder und im Akkord seiner Farben der einmalige Verkünder des Geistes dieser Stadt geworden.“

### Urteile
In allen Werken Gebürschs „schwingt eine unverkennbare Grazie mit, klingt eine Harmonie alles Geschaffenen auf, spricht sich ein Vertrauen zur süßen Irdischkeit aus, die seit je das Wesen der Mainzer kennzeichnen“. Die Größe seiner Kunst „ist begründet in der vollkommenen Einheit Teo Gebürschs mit der von ihm gestalteten Welt. Diese läßt nichts Gemachtes oder Gewolltes aufkommen. Alles darin ist an seinem unverwechselbaren Platz“.
„Die Vereinigung von großer Reife, großer Einfachheit und hohem Können machte Theo Gebürschs unverwechselbare Künstlerschaft aus.“
Hinsichtlich der Karikaturen schrieb Wolfgang Balzer: „Mit wenigen Strichen wurden Mainzer Geschehnisse und Mainzer Figuren wiedergegeben: leicht, ironisierend, vielleicht sogar persiflierend, aber niemals mit jenem bösen Sarkasmus, den man oftmals bei ‚Witzzeichnern‘ findet. Jeder merkte beim Betrachten der Zeichnungen sofort: es ist Liebe, die sich hier einen skurrilen Ausdruck verschafft.“ Sein Stil vermochte „mit aller Exaktheit (...) die wesentlichen Züge des Konterfeis“ wiederzugeben.

### Veröffentlichungen
Den Charakter der Stadt Mainz und seiner Bewohner hielt Gebürsch jahrzehntelang in Karikaturen fest; eine Auswahl erschien, gemeinsam gestaltet mit Franziska Gebürsch, die für die Texte verantwortlich war, im Jahr 1959 in Buchform in mehreren Auflagen unter dem Titel Mainzer Bilderbogen. Überliefertes und Erlebtes.